# Rallarsving (kampsportsmagasin)
Rallarsving är ett svenskt kampsportsmagasin vars första säsong sändes våren 2005 på ZTV. Programledarna Musse Hasselvall och Andreas Halldén åker världen runt för att testa olika kampsporter. Första serien följdes upp av en andra omgång om tio ytterligare avsnitt. Namnet på programmet är menat ironiskt eftersom den typen av fylleslagsmål är raka motsatsen till kampsporternas ideal.
Rallarsving är ursprungligen namnet på ett boxningsliknade slag som utförs genom att svinga hela armen i en cirkel för att sedan träffa motståndaren med knytnäven i ansiktet. Uppkom troligen från likheten med den svingande rörelse som de järnvägsbyggande "rallarna" utförde med sina släggor då de lade rälsen. Rallare byggde järnväg och flyttade med bygget allteftersom rälsen förlängdes.

## Avsnitt

### Säsong 1

#### Avsnitt 1
Fredag 1/4 2005 kl. 21:00. Thaiboxning och K-1 i Nederländerna. Patrik Eriksson, före detta världsmästare i thai- och kickboxning, agerar guide. Musse och Andreas träffar bland annat Peter Aerts och Remy Bonjaski, och tränar med flerfaldiga världsmästaren Ilonka Elmont. Veckans reaktionstest går mellan Peter, Remy, Musse och Andreas. Ett styck brottogram utdelas. Peder Lamm inleder Kampsportens historia med del 1: Gatan.

#### Avsnitt 2
Fredag 8/4 2005 kl. 21:00. Shooto, kendo och shorinjikempo i Japan. Shinuba och Manabu guidar programledarna när de letar kampsport i Tokyo och Sendai. Fisk äts och det sjungs karaoke på en kendoskola. Kampsportens historia fortsätter med del 2: Konsten är död.

#### Avsnitt 3
Fredag 15/4 2005 kl. 21:00. Fortsatt shooto i Japan. Kampsportens historia del 3: Master Cup i rehabilitering.

#### Avsnitt 4
Fredag 22/4 2005 kl. 21:00. Glima och judo på Island. Som glimautövande svensk följer Lars Magnar Enoksen med som guide. Träningspass med regerande glimamästaren Pótur Edórsson och Jón Unndórsson. Kampsportens historia del 4: Kampsportskläder.

#### Avsnitt 5
Fredag 29/4 2005 kl. 21:00. Thaiboxning, kung fu och taido hemma i Sverige. Veckans brottogram utdelas för första gången av Andreas. Kampsportens historia har kommit till del 5: Staf-fan legenden.

#### Avsnitt 6
Fredag 6/5 2005 kl. 21:00. Radarparet åker till Kalifornien i USA för att testa modernt självförsvar och antiterrorism à la Jim Wagner. Dessutom får de träffa Benny "The Jet" Urquidez. Kampsportens historia del 6: Split vision.

#### Avsnitt 7
Fredag 13/5 2005 kl. 21:00. USA-resan fortsätter genom Oregon och Arizona där de bl.a. träffar Bas Rutten. Kampsportens historia del 7: Fallstudion.

#### Avsnitt 8
Fredag 20/5 2005 kl. 21:00. Denna gång bär det österut till Finland i ett sökande efter den finska sisun. Förutom grappling och slagsmålsfestival blir det förstås bastubad och muminmuseum när Musse och Andreas besöker Åbo och Tammerfors. Det blir som vanligt reaktionstest och brottogram, och veckans avsnitt av Kampsportens historia går under namnet Lapp-ki-do.

#### Avsnitt 9
Fredag 27/5 2005 kl. 21:00. Thaiboxning i dess hemland, Thailand. Säsongens sista avsnitt av Kampsportens historia, del 9: Världens största actionhjältar.

#### Avsnitt 10
Fredag 3/6 2005 kl. 21:00. Säsongsavslutning. Första halvan av programmet ägnas åt att titta på godbitar från säsongen som gått, blandat med ett besök av Ernesto Hoost i Stockholm. Resultatet av Musses och Andreas fajter genom säsongen avslöjas: fem vunna av Musse, två vunna av Andreas och fyra oavgjorda. Andra halvtimmen tillägnas K1-galan i Globen som ägde rum den 21 maj. Där delas även ett sista brottogram ut, till Bingo Rimér inför tio tusen åskådare. Säsongsfinalen innehåller varken reaktionstest eller Kampsportens historia.

### Säsong 2

#### Avsnitt 1 - Den vilda jakten på brottning i Kazakstan
Musse och Andreas åker till det stora landet i öster, Kazakstan, tillsammans med VM-mästaren i tungviktsbrottning Martin Lidberg för att lära sig brottas. De får mycket vodka och galet många resor men inte så mycket brottning. Som plåster på såren får de hänga med idrottsministern Katten. Avsnittet innehåller även Brottogrammet som denna gång levereras till idrottsminister Bosse Ringholm som verkligen inte verkar gilla Brottogrammet utan hellre kollar på golf.

#### Avsnitt 3 - Fransk kickboxning
Musse och Andreas åker till Paris där de får träffa Jeremy Decherchi och provar på Savate samt bilåkning. De träffar också bröderna Fabrice och Jerome Jeannet, men får inte fäktas så mycket som de hade tänkt.

#### Avsnitt 4 - Brasse-jutsu i Brasilien
Musse och Andreas stöter ihop med Stefan Seidl från Malmö, sedan får de träffa och träna med Ricardinho (Ricardo Viera) som är 8-faldig världsmästare i Brasiliansk Jiu-jitsu. De träffar även Leo Negao, Chico Mendes och Alan "Finfou" Nascimento.

#### Avsnitt 5 - Capoeira i Salvador
Fortfarande i Brasilien  och här träffar de Mestre Cobra Mansa , som är professor i capoeira. Både Angolansk och Regional prövas med blandande resultat.

#### Avsnitt 10 - Det bästa ur Rallarsving!
Best of-avsnitt med ej tidigare visat material samt tittarfavoriter.

## Inslag

### Brottogrammet
Brottogrammet går ut på att ett av arbetskamrater eller vänner beställt telegram levereras till en före detta eller aktiv kampsportare eller brottare. Med telegrammet följer en man i wrestlingmundering (oftast Musse), som går en kort brottningsmatch mot brottogrammets mottagare.

### Kampsportens historia med Peder Lamm
Peder Lamm reciterar kampsportsrelaterade anekdoter från förr och nu.

#### Delavsnitt
1. Gatan
2. Konsten är död
3. Master Cup i rehabilitering
4. Kampsportskläder
5. Staf-fan legenden
6. Split vision
7. Fallstudion
8. Lapp-ki-do
9. Världens största actionhjältar

### Reaktionstest
Efter ett träningspass utmanas en eller flera träningskamrater på en runda Lightning Reaction. Den som har långsammast reaktionstid får en elektrisk stöt.

## Tittarsiffror

### Säsong 1
1. 60.000
2. 55.000
3. 35.000
4. 45.000
5. 50.000
6. 45.000
7. 75.000 och populäraste för dagen på ZTV.
8. 65.000
9. 70.000 och återigen populärast för dagen på ZTV.
10. 65.000

### Säsong 2
1. 40.000
2. 20.000
3. 50.000 och populärast för dagen på ZTV.
4. 35.000
5. 45.000
6. 30.000
7. 35.000
8. 90.000
9. 75.000
10. 35.000